# Grønstrubet caraiber
Grønstrubet caraiber (latin: Eulampis holosericeus) er en kolibriart, der lever på de Små Antiller.